# Бурьян (фильм)
«Бурьян» (укр. Бур'ян) — советский художественный широкоформатный цветной фильм, социальная драма, снятый в 1966 году режиссёром Анатолием Буковским на киностудии имени А. Довженко.

Экранизация одноимённого романа Андрея Головко.
Фильм вышел на экраны страны 9 июля 1967 года в Киеве, 11 сентября 1967 года в Москве.

## Сюжет
Фильм повествует о том, как устанавливалась советская власть в украинских сёлах в начале 1920-х годов, когда не везде одновременно большевики пришли к управлению.
1925 год. …слова Ленина про сто тысяч тракторов на полях страны казались далёкой мечтой…

Герой картины Давид Мотузка, бывший партизан, боец Красной Армии, прошедший гражданскую войну, возвращается домой, в родное село на Полтавщину. Теперь, наконец, можно начать строить новую жизнь. Но в селе творятся странные дела. По-прежнему всем заправляют кулаки, будто не было Революции, будто нет Советской власти. Прикрываясь партийным билетом, председатель сельского совета Корней Матюха со своими приспешниками чинит беззаконие и произвол. И Давид вступает в открытую борьбу с Корнеем, с которым когда-то вместе партизанил, и при помощи сознательных жителей села выходит победителем.

## В ролях
| Актёр              | Роль                                        |
| ------------------ | ------------------------------------------- |
| Иван Миколайчук    | коммунист Давид Мотузка                     |
| Владимир Волков    | председатель сельского совета Корней Матюха |
| Лилия Дзюба        | Зинька                                      |
| Фёдор Панасенко    | Тихон Кожушной                              |
| Ада Шереметьева    | Мария                                       |
| Даниил Ильченко    | Отец Давида                                 |
| Ольга Ножкина      | Мать Давида                                 |
| Нина Антонова      | Христя Мотузка                              |
| Мария Винник       | Докийка                                     |
| Коля Винник        | Петя                                        |
| Аркадий Трусов     | Гордей Чумак                                |
| Константин Донец   | Дядя Пётр                                   |
| Иван Матвеев       | Хоменко                                     |
| И. Сидоренко       | Яким                                        |
| Сергей Кустов      | Илько                                       |
| Николай Гринько    | секретарь парткома Миронов                  |
| Олег Жаков         | Огирь Яким Терентьевич                      |
| Людмила Сосюра     | Лиза                                        |
| Виктор Степаненко  | Данюша Огирь                                |
| Виктор Мурганов    | Сахновский Леонид Петрович                  |
| Борислав Брондуков | Гнида                                       |
| Николай Панасьев   | Яков                                        |
| Константин Губенко | Беспалько                                   |
| Валентин Грудинин  | Милиционер                                  |

### В эпизодах
| Актёр                 | Роль        |
| --------------------- | ----------- |
| Людмила Алфимова      |             |
| М. Байбуз             |             |
| Ж. Бледная            |             |
| Петр Бондарчук        | офицер      |
| Пётр Вескляров        | Остапчук    |
| Валентина Владимирова | Секлета     |
| Марина Гаврилко       | Гумачиха    |
| Юрий Гаврилюк         | селянин     |
| Любовь Комарецкая     | Беспальчиха |
| Алексей Кондратенко   |             |
| Нила Крюкова          |             |
| Людмила Орлова        |             |
| Ольга Лысенко         | Катря       |
| Наталья Наум          | секретарша  |
| Лев Перфилов          | сын кулака  |
| Людмила Приходько     |             |
| Иван Симоненко        | селянин     |
| В. Скарга             |             |
| Александр Толстых     | гость Огира |
| Василий Фущич         |             |
| Валентин Черняк       | гость Огира |
| Василий Хорошко       |             |
| Юрий Цупко            |             |
| Алексей Новиков       |             |

### Нет в титрах
| Актёр            | Роль  |
| ---------------- | ----- |
| Николай Козленко |       |
| Сергей Дворецкий | кулак |

## Съёмочная группа
- Сценарий Евгения Митько
- Режиссёр-постановщик — Анатолий Буковский
- Оператор-постановщик — Николай Кульчицкий
- Художник-постановщик — Анатолий Мамонтов
- Композитор — Александр Билаш
- Звукооператор — Юрий Рыков
- Художник-гримёр — М. Лосев
- Художник по костюмам — З. Корнеева
- Художник-декоратор — М. Аристов
- Монтаж Варвары Бондиной
- Оператор — А. Кравченко
- Ассистенты:

режиссёра — А. Хорьяков, Юрий Цупко, Роман Тарасенко
оператора — П. Пастухов, В. Пономарёв
художника — М. Беньковский
- Редактор — Владимир Сосюра
- Текст песен О. Олейника, Василия Юхимовича
- Комбинированные съёмки:

оператор — Александр Пастухов
художник — Виктор Деминский
- Директор картины — М. Шаров
- Государственный оркестр УССР

Дирижёр — Стефан Турчак

## Награды
- 1967 — Премия Ленинского комсомола Украинской ССР имени Н. А. Островского Ивану Миколайчуку за исполнение роли Давида Мотузки
- Исполнитель главной роли Иван Васильевич Миколайчук (посмертно) в 1988 году стал лауреатом Государственной премии Украинской ССР имени Тараса Шевченко.